# Zygmunt Krasiński
Napoleon Stanisław Adam Feliks Zygmunt Krasiński (ur. 19 lutego 1812 w Paryżu, zm. 23 lutego 1859 tamże) – polski poeta, dramaturg i prozaik, hrabia. Jeden z trójcy wieszczów (obok Adama Mickiewicza i Juliusza Słowackiego), największych poetów polskiego romantyzmu. II Ordynat na Opinogórze.
Debiutował w 1828 jako autor przepojonych makabrą opowieści gotyckich. Już wtedy ujawniły się najbardziej charakterystyczne cechy pisarstwa Krasińskiego: jego obsesja cierpienia, zagłady i śmierci, a przy tym wewnętrzny konflikt między życiowym konwenansem a etosem romantycznej walki narodowowyzwoleńczej. W efekcie przyniosły one obfity plon w postaci twórczości literackiej pełnej frenezji, obrazów piekielnych oraz ostrych dysonansów na tle religijnym i społecznym. W późniejszym czasie – około roku 1847, wraz z wydaniem Ostatniego – wieszcz zastąpił skrajną rozpacz dotychczasowych dzieł przesłaniem etyki chrześcijańskiej, która z czasem, uzupełniona o myśl mesjanistyczną, przerodziła się w żarliwe zawołania do ewangelicznej miłości.

## Życiorys

### Dzieciństwo i młodość

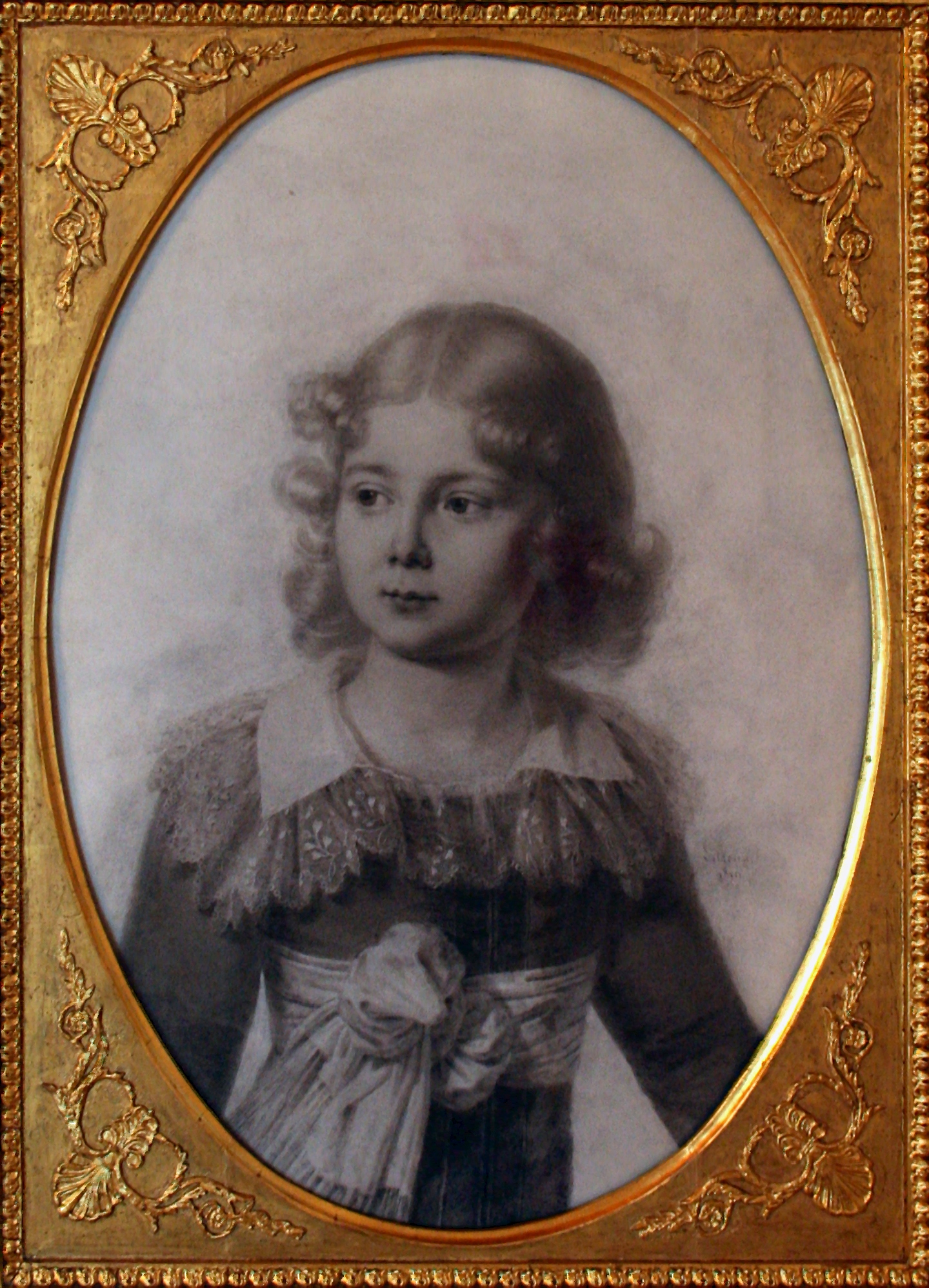
Zygmunt Krasiński, Louis René Letronne, 1819

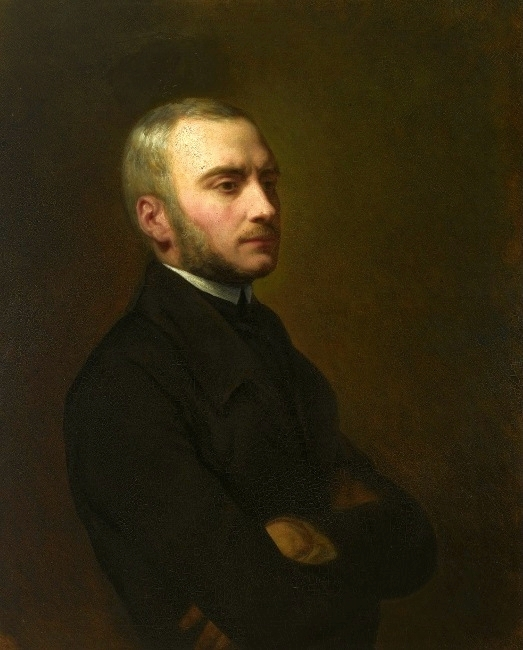
Portet Zygmunta Krasińskiego, Ary Scheffer, 1850

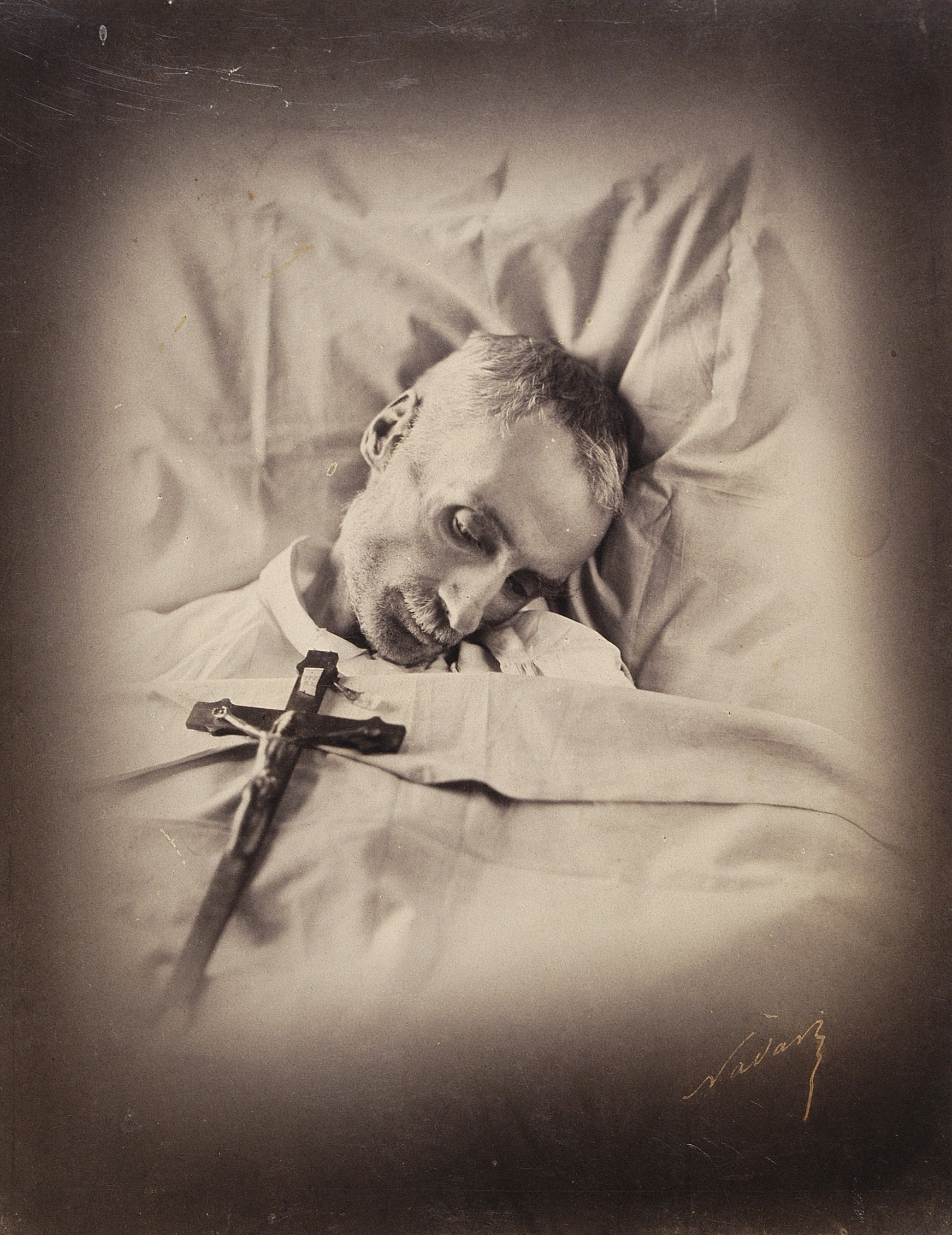
Fotografia pośmiertna Krasińskiego autorstwa Nadara

Był potomkiem magnackiej rodziny Krasińskich herbu Ślepowron, II ordynatem opinogórskim, synem generała Wincentego i księżniczki Marii Radziwiłłówny. Urodził się w Paryżu, w domu przy Boulevard Montmartre 10. Ochrzczono go w parafialnym kościele Notre Dame de Lorette. Do chrztu trzymali go Ludwik Pac z Marią Walewską oraz Piotr Krasiński z księżną z Walewskich Jabłonowską.
Kształcił się w domu w Warszawie i Opinogórze pod kierunkiem pisarza Józefa Korzeniowskiego i Piotra Chlebowskiego (1820), później w Liceum Warszawskim (rok szkolny 1826/1827) i na wydziale prawa Królewskiego Uniwersytetu Warszawskiego (od jesieni 1827 do wiosny 1829 r.). Z powodu zajścia z kolegą Leonem Łubieńskim, na tle wyłamania się Krasińskiego spod solidarności koleżeńskiej z okazji patriotycznej demonstracji na pogrzebie prezesa Sądu Sejmowego Piotra Bielińskiego, ojciec wysłał go do Szwajcarii. Podczas pobytu w Szwajcarii zetknął się z literaturą i myślą europejskiego romantyzmu.
Największy wpływ na jego poglądy i całe życie miał ojciec Wincenty Krasiński – generał napoleoński, zwolennik „obozu klasyków”, a później lojalny poddany cara Rosji. Zygmunt stracił matkę w 1822 roku. Mimo buntu młodego jeszcze poety nigdy nie udało mu się wyrwać spod wpływu ojca, który ingerował zarówno w jego poglądy polityczne, jak i życie osobiste (np. wymusił małżeństwo z Elizą z Branickich, mimo miłości do Delfiny Potockiej). Krasiński pod wpływem ojca nie wziął udziału w powstaniu listopadowym i demonstracjach patriotycznych. Poddany ostracyzmowi ze strony kolegów zmuszony był przerwać studia. Opuścił ojczyznę, aby choć częściowo uwolnić się spod wpływu ojca. Odtąd przebywał przeważnie za granicą w Niemczech, Francji i Włoszech.
W roku 1829 w Genewie poznał się i zaprzyjaźnił z Anglikiem Henrykiem Reeve (korespondencję z nim wydał Józef Kallenbach, 1902, 2 tomy) i z Henrietą Villan, drugą swą miłością, po poprzednim, młodzieńczym uczuciu do kuzynki Amelii Załuskiej. W sierpniu 1830 roku spotkał się z Adamem Mickiewiczem, z którym odbył wycieczkę w Alpy.
W Warszawie i Genewie powstały juwenilia Krasińskiego, do których zalicza się dzieła takie jak Grób rodu Reichstalów (1828), Władysław Herman i dwór jego (1830), Mściwy karzeł i Masław, książę mazowiecki (1830) i Teodoro, król borów (1830). Były one wzorowane na dziełach Waltera Scotta i angielskiej powieści gotyckiej.

### Dorosłość

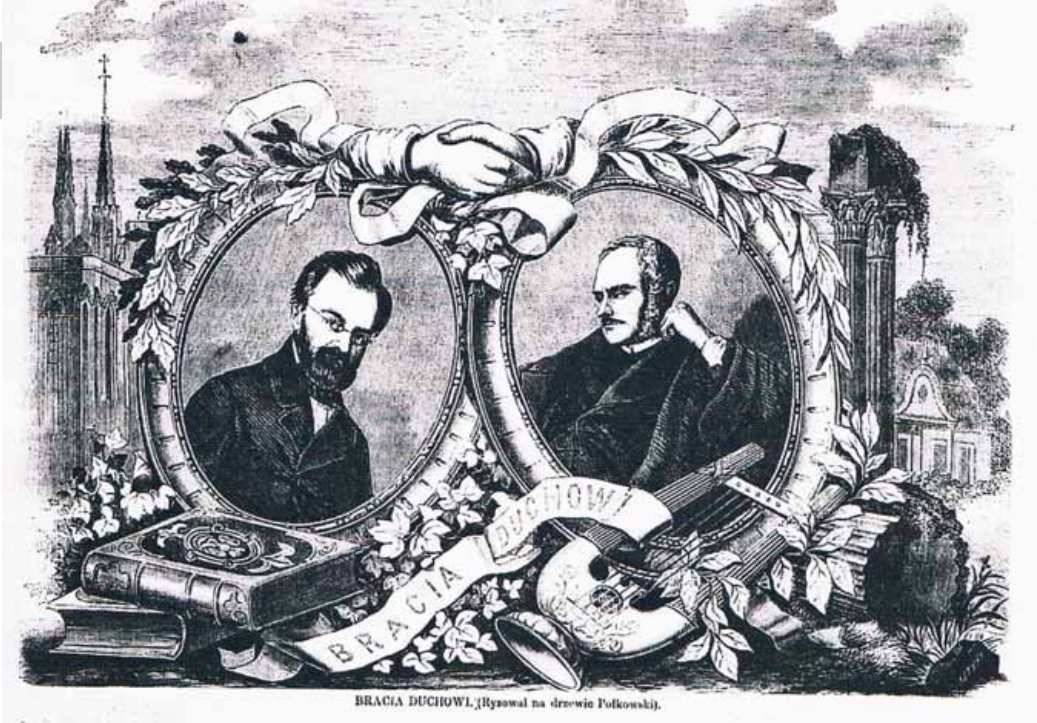
August Cieszkowski i Zygmunt Krasiński na drzeworycie (autorstwa Józefa T. Polkowskiego, z 1862 roku), który był ilustracją do artykułu Jadwigi Łuszczewskiej o ich przyjaźni

Po roku 1831 nawiedzały go stale cierpienia fizyczne: rozstrój nerwowy, potęgowany różnicą przekonań politycznych z ojcem, dla którego był jednak uległym synem, oraz stale go trapiąca choroba oczu, grożąca ślepotą, zmuszająca do długich nieraz samotnych rozmyślań w ciemnym pokoju. Od jesieni 1832 do wiosny 1833 roku przebywał w Petersburgu z ojcem, który chciał go nakłonić do służby dla dworu rosyjskiego, ale temu żądaniu ojca się nie poddał. Po Krakowie, który go zachwycił historyczną przeszłością, i Wiedniu, gdzie leczył oczy, udał się do Włoch, gdzie w Rzymie w roku 1834 nawiązał romans z Joanną Bobrową (1807–1889, z Morzkowskich), który trwał do 1838. Stałym jego towarzyszem w tych podróżach był dawny kolega uniwersytecki Konstanty Danielewicz. W roku 1836 w Rzymie poznał Juliusza Słowackiego i zaprzyjaźnił się z nim.
Połowa lat trzydziestych była okresem powstania najwybitniejszych dramatów Krasińskiego, Nie-Boskiej komedii i Irydiona, którego koncepcja formowała się jeszcze w Petersburgu.
W grudniu 1838 roku w Neapolu nawiązał romans z Delfiną Potocką. Było to najsilniejsze z uczuć poety, gorąco odwzajemniane. Romans przetrwał do roku 1846, później przekształcił się w przyjaźń i wydatnie odbił się w twórczości Krasińskiego. W roku 1839 w Mediolanie zaprzyjaźnił się z Augustem Cieszkowskim, była to najtrwalsza i najściślejsza z przyjaźni poety, która wywarła wpływ na myśli ich obu (dwa tomy korespondencji wydał w 1912 r. Józef Kallenbach). W lipcu 1843 roku pod wpływem ojca ożenił się z Elizą z Branickich (1820–1876), malarką, której uczucie i zalety charakteru docenił dopiero później, gdy ochłodziło się jego uczucie do Delfiny. Eliza urodziła mu czworo dzieci: Władysława Wincentego, Zygmunta Jerzego, Marię Beatrycze (pierwszą żonę Edwarda Aleksandra Raczyńskiego) oraz Elżbietę, zmarłą 12 września 1857 roku w wieku czterech lat w Złotym Potoku.
W czasie rewolucji w Rzymie w 1848 roku wraz z Cyprianem Kamilem Norwidem bronił zagrożonego papieża Piusa IX.
Od połowy maja do września 1857 r. przebywał w Złotym Potoku, z którego wyjechał po śmierci swojej najmłodszej córki. Elżbieta została pochowana w krypcie kościoła parafialnego w Złotym Potoku. Na żelaznej płycie kryjącej wejście do krypty widnieje napis, prawdopodobnego autorstwa Zygmunta Krasińskiego: “To dziecie przedziwnej było urody - I nigdy w życiu nie skłamało - Takie mu świadectwo wraz ze łzami, na grobie - Składają rodzice”. W kaplicy kościoła znajduje się obraz Matki Boskiej o rysach twarzy Elżbiety autorstwa matki - Elżbiety (Elizy) Krasińskiej.
Zygmunt Krasiński zmarł na gruźlicę w dniu 23 II 1859 roku w Paryżu. Zwłoki zostały pierwotnie pochowane w podziemiach kościoła św. Magdaleny w Paryżu (26 II), skąd na przełomie maja i czerwca 1859 roku przewieziono je przez Warszawę (3 VI nabożeństwo żałobne w kościele kapucynów) do krypty grobowej Krasińskich w podziemiach kościoła w Opinogórze, gdzie spoczywają do dziś. 
Poetę upamiętnia m.in. Wzgórze Krasińskiego w okolicy dawnego dworu Cieszkowskich w Wierzenicy w powiecie poznańskim, a także nazwa ulicy Zygmunta Krasińskiego w Warszawie.
Krasińskiego zwykło zaliczać się do grona tzw. Trzech Wieszczów literatury polskiej (obok Adama Mickiewicza i Juliusza Słowackiego), choć coraz częstsze są próby zdetronizowania go przez współczesną krytykę literacką.

## Twórczość

### Okres warszawski
Jednym z pierwszych utworów Krasińskiego jest Rozmowa 1824-go z 1825-tym rokiem. Rok później powstała Rozmowa Napoleona z Aleksandrem I na Polach Elizejskich, Wiliam Wallas, powieść z dziejów Szkocji, Zniszczenie Ipsary i fragmenty z XIX-wiecznych dziejów Grecji Syn Botzarysa. W 1827 napisał młody autor Joannę d'Arc, a w rok później swą pierwszą drukowaną powieść Grób rodziny Reichstalów. Jeszcze w tym samym roku powstał Pan Trzech Pagórków, powieść traktująca o pierwszym właścicielu rodowej Opinogóry – srogim Opinie. W scenerię Mazowsza przeniósł Krasiński również akcję kolejnych dwóch powieści: Mściwego karła i Masława, księcia mazowieckiego i trzytomowego Władysława Hermana i dworu jego (wydany 1830). Ostatnim napisanym w 1828 roku utworem prozą był Sen Elżbiety Pileckiej, utrzymana w konwencji marzenia sennego, historia polskiej królowej, żony Władysława Jagiełły. Młodzieńczy okres zainteresowania historyzmem i frenezją przyniósł owoce przy pisaniu późniejszych arcydzieł dramatycznych.

### Okres genewski
W październiku 1829 Krasiński wyjechał z Warszawy do Genewy. Opuściwszy znajomych, odkrył w sobie powołanie epistolograficzne, któremu pozostał wierny do końca życia. W ciągu dwóch miesięcy od dnia wyjazdu wysłał do kraju 80 listów. Z okresu genewskiego najciekawszym zbiorem listów pozostają Listy do Henryka Reeve angielskiego przyjaciela i powiernika. W pierwszym miesiącu pobytu w Szwajcarii powstało Opisanie jeziora genewskiego Leman, a jakiś czas potem Myśli Polaka przy górze Mont Blanc. Wyjeżdżając z Warszawy zabrał Krasiński ze sobą rękopis powieści Zawisza, której już jednak nie ukończył. Tekst tej powieści zaginął. W Genewie powstała, utrzymana już w stylistyce w pełni romantycznej, nowela Teodoro, król borów. W genewskiej Bibliothèque Universelle opublikował pisarz w tym czasie szereg artykułów, w tym Lettre sur l’etat actuelle de la littérature polonaise. W sierpniu 1830 podczas wycieczki w Alpy w towarzystwie Mickiewicza i Odyńca napisał Ułomek z rękopismu słowiańskiego i Ułomki z podróży szwajcarskiej oraz francuski Dziennik. Pod wpływem Mickiewicza podjął się również pracy nad powieścią obyczajową Przeor augustianów, którą jednak ostatecznie zarzucił. Przejawem zainteresowań historiozoficznych stały się powiastki Spowiedź Napoleona i Mojżesz. Z okresu tego pochodzą również autobiograficzne: On. Ułomek z pamiętników życia młodzieńca i Dziennik umierającego.
W 1831 pod wpływem targających nim konfliktów wewnętrznych i dramatu powstania napisał, ostatecznie zaginioną, powieść Adam Szaleniec. W kręgu kompleksu winy pozostaje też nieco późniejsza Wizja, historia młodzieńca ze znamieniem na czole. W październiku 1831 powstało francuskie opowiadanie Cholera, o zbrodniczym Hiszpanie zmuszonym rozsiewać cholerę. Największym osiągnięciem Krasińskiego w tym okresie była napisana na przełomie 1831 i 1832 powieść historyczna z okresu wypraw polskich na Moskwę Agaj-Han.

### Apogeum
Na lata 1833-1835 przypada powstanie dwóch arcydzieł Krasińskiego. W ciągu pięciu miesięcy 1833 powstała Nie-boska komedia. W listopadzie 1833 rozpoczął poeta pracę nad Irydionem, którą ukończył w lutym 1835.
W 1834 Krasiński nawiązał romans z Joanną Bobrową, który potrwał do maja 1838 roku. Jego odzwierciedleniem stał się blok listów do kochanki oraz o wiele obszerniejsza korespondencja z przyjacielem Adamem Sołtanem, z którego uczynił poeta powiernika swej romantycznej miłości. Romans znalazł też odbicie w powstałej w 1837 powieści obyczajowej Herburt oraz poematach, poruszających również problematykę historiozoficzną Pokusie i  Nocy letniej. Kilka miesięcy po rozstaniu z Bobrową, w grudniu 1838 roku, poznał Krasiński swą nową muzę Delfinę Potocką. Korespondencja z nią stanowi najobszerniejszy ze zbiorów pozostawionych przez niego listów. Rolę powiernika w tej miłości i adresata obszernej korespondencji, odegrał inny przyjaciel Krasińskiego, Jerzy Lubomirski.

### Poematy
W drugiej połowie 1839 roku napisał Krasiński trzy poematy: Syna cieniów, Sen Cezary  i Legendę, które wydał w następnym roku anonimowo jako Trzy myśli pozostałe po ś. p. Henryku Ligenzie. W lutym 1840 w Neapolu stworzył scenę dramatyczno-filozoficzną Fantazja konania, która stał się przyczynkiem do późniejszego (1847) poematu Dzień dzisiejszy. W pierwszej połowie 1841, w odpowiedzi na paszkwile zamieszczone w prasie poznańskiej napisał i opublikował w Tygodniku Literackim: Kilka słów o Juliuszu Słowackim. W drugiej połowie 1841 podjął pracę nad traktatem filozoficznym O stanowisku Polski z bożych i ludzkich względów, który ukończył ostatecznie w 1846-1847. Pod koniec 1841, w Monachium, po powrocie z Alp, Krasiński rozpoczął pracę nad poematem Przedświt, w którym próbował dać syntezę swych poglądów politycznych i przeżyć miłosnych na tle alpejskiej przyrody. Praca nad utworem trwała do wiosny 1843.
Na przełomie 1845 i 1846 powstały, polemiczne w stosunku do O prawdach żywotnych narodu polskiego Henryka Kamieńskiego, Psalmy przyszłości. W związku z polemiką Słowackiego i demokratów, Krasiński uzupełnił cykl w 1847 o Psalm żalu i Psalm dobrej woli. W 1847 poeta opublikował trzy listy otwarte do Guizota, Montalemberta i Lamartine'a. W 1847 nadał też Krasiński ostateczny kształt Fantazji konania, przekształcona w poemat otrzymała tytuł Dzień dzisiejszy. W tym samym roku powstał poemat Ostatni. Z tego też mniej więcej czasu pochodzi poemat Resurrecturis, rodzaj katechizmu zasad postępowania w życiu publicznym. Polemikę z przeciwnikami ideowymi podjął poeta w tych latach w obszernym dziele noszącym tytuł w rękopisie Nie-boskiej komedii część I, a wydanym pośmiertnie jako Niedokończony poemat.

## Dzieła
- Powieści gotyckie: Grób rodziny Reichstalów, Pan Trzech Pagórków, Mściwy karzeł i Masław, książę mazowiecki, Władysław Herman i dwór jego
- Agaj-Han (1831-1832)
- Irydion (1833-1835)[18]
- Nie-Boska komedia (1833)
- Trzy myśli pozostałe po ś. p. Henryku Ligenzie (1839)
- Przedświt (1841-1843)[19]
- Psalmy przyszłości (1844-1848)[20]
- Nie-Boskiej komedii część I (1838-1852)
- Listy do Delfiny Potockiej
- Na Sybir[21]